# Hermann Heerdt
Hermann Karl Peter Heerdt (* 31. Dezember 1900 in Koblenz; † 6. Februar 1959 in Alsfeld):137:322 war ein preußischer Verwaltungsbeamter und Landrat des Dillkreises und des Landkreises Aachen.

## Leben

### Herkunft und Ausbildung
Hermann Heerdt wurde als Sohn des evangelischen, zuletzt im Rang eines Oberpostdirektors tätigen, Karl Heerdt im Rheinland geboren. Er besuchte zunächst die Schule in Frankfurt am Main und danach das Gymnasium in Torgau. Im letzten Kriegsjahr des Ersten Weltkriegs unterbrach er im Juni 1918 das Gymnasium mit der Oberprimareife, um seinen Heeresdienst abzuleisten. Im Mai 1919 legte er die Kriegsreifeprüfung ab. Von Mai bis August 1919 gehörte er noch der Reichswehr an. Den Zeitraum bis zum Beginn seines Studiums überbrückte Heerdt mit einer praktischen Beschäftigung in den Eisenbahnwerkstätten in Dresden und einer Tätigkeit im Bankgewerbe. Hieran schloss sich ein Studium der Rechtswissenschaften an den Universitäten in Greifswald, Göttingen und Marburg an. Sein 1. juristisches Examen legte Heerdt im November 1924 beim Oberlandesgericht Kassel ab, woraufhin er am 21. Dezember 1924 seinen Vorbereitungsdienst im OLG-Bezirk Frankfurt am Main antrat.
Nach erfolgreicher mündlicher Prüfung am 17. Juni 1925 promovierte Heerdt am 25. Februar 1927 mit der Arbeit Die Rechtsprechung in den besetzten Rheinlanden in Marburg zum Dr. jur., im Folgejahr legte er die Große Staatsprüfung ab. Im Anschluss betätigte er sich als Gerichtsassessor bei Amtsgerichten, Rechtsanwälten und der Staatsanwaltschaft in Frankfurt am Main.:137

### Werdegang
Bereits unmittelbar nach dem Ersten Weltkrieg gehörte Hermann Heerdt rechtsnationalen Verbänden an und trat zum 1. Februar 1932 in die NSDAP ein, allerdings wurde seine Aufnahme nicht wirksam, so dass er sich erst zum 1. Mai 1933 der Partei endgültig anschloss (Mitgliedsnummer 1.859.915). Nach der Machtübernahme durch die Nationalsozialisten wurde er am 16. Juli 1933 als Regierungsrat in die preußische staatliche Polizeiverwaltung übernommen und erhielt dadurch eine Beschäftigung in Frankfurt am Main.:137 Mit der zum 18. September 1934 erfolgten Versetzung in den einstweiligen Ruhestand des bisherigen Landrats des Dillkreises, Otto Bünger, der bereits seit dem 18. April 1933 aus politischen Gründen beurlaubt war,:104 trat Heerdt zunächst kommissarisch dessen Nachfolge an.:137 Am 27. Mai 1935 wurde ihm die Verwaltung des Landkreises definitiv übertragen. Drei Jahre darauf erhielt er am 10. Juni 1938 seine zum 1. August wirksame kommissarische Versetzung in das Reichsministerium des Innern, wo er am 22. November 1938 auch die Ernennung zum Oberregierungsrat erhielt. Im Jahr 1940 erfolgte mit der Versetzung in das Reichssicherheitshauptamt die Beförderung zum Ministerialrat. Im Zuge des Aufbaus eines sicherheitspolitischen Apparates im durch deutsche Truppen besetzten Frankreich wurde mit Befehl vom 20. Mai 1942 am Sitz der jeweiligen Regionalpräfektur eine sogenannte KdS-Dienststelle errichtet. Hermann Heerdt zählte zum Kreis der 14 »Kommandeure der Sicherheitspolizei und des SD« (KdS) in Frankreich.:56 Anm. 87 Sein Standort war Rennes in der Bretagne.:156 Kurz vor dem Zusammenbruch der Westfront wurde ihm zum 23. Juni 1944 auftragsweise die Verwaltung des Landkreises Aachen übertragen.:137 Vier Monate später wurde Aachen am 21. Oktober 1944 als erste Großstadt des Dritten Reichs von den Alliierten eingenommen.
Auszeichnungen
- Ehrenkreuz für Kriegsteilnehmer[1]:138
- Kriegsverdienstkreuz 1. Klasse mit Schwertern[1]:138

## Mitgliedschaften
- Landjägerkorps des Generals Maerker (26. März bis 26. August 1919)[1]:138
- Bund Wiking (1923 bis zur Auflösung Ende April 1928)[1]:138
- Schwarze Reichswehr (Mai 1923 bis Juli 1924)[1]:138
- SS (SS-Nummer 85.279; 12. September 1937 Untersturmführer; 20. April 1944 Hauptsturmführer)[1]:138
- SD (12. September 1937 Führer im SD)[1]:138

## Schriften
- Die Rechtsprechung in den besetzten Rheinlanden. (zugleich Dissertation, Universität Marburg), Friedrich, Marburg 1927.